# 元朗（山水樓）巴士總站
元朗（山水樓）巴士總站，位於元朗市媽橫路水邊圍邨山水樓外，過媽廟路交界處後，是一個兼作巴士總站用途的單向西行路邊巴士中途站。
水邊圍邨山水樓的正確英文名稱應為「San Shui House」，巴士站命名與之並不相符。

## 歷史
第一條以此站作起點站的路線為九巴68X線特別班次，於2007年6月25日由此站往佐敦（匯翔道）。後來龍運巴士E34線於2010年5月1日開始加停此站，並於早上增設元朗班次由此站開出，以配合該線於每天早上繁忙時間不經元朗市的安排；當時該線的站位比九巴的站位於稍前。
2012年8月6日，968X線投入服務，由此站開往鰂魚涌（英皇道），至2014年9月改由元朗（西）開出，同月68X特別班次取消，配合新線268X開辦。
2014年11月22日開始，B1增設每天日間由此站往落馬洲站公共運輸交匯處之短程特別班次。另外，12月6日起，E34線分拆為E34A及E34B，其中E34B線全日以此站為總站來往機場，並將此站命名為元朗（媽橫路）（Yuen Long（Ma Wang Road））總站。

## 總站路線資料

### 九龍巴士268P線（上午班次）
- 元朗（山水樓） → 觀塘碼頭

### 九龍巴士B1線（元朗特別班次）
- 元朗（山水樓） ↔ 落馬洲站（福田）

### 龍運巴士E36S線
- 元朗（媽橫路） ↔ 機場（地面運輸中心）

於2021年8月30日投入服務，取代E36線形點I的特別班次，途經元朗大馬路、形點、元朗公路、大欖隧道、汀九橋、青嶼幹線、東涌市中心及機場後勤區，於逢星期一至六繁忙時間上午設去程及下午設回程服務。

## 途徑路線資料

### 九龍巴士268B線
- 朗屏站 ↔ 紅磡（紅鸞道）

### 九龍巴士268C線
- 朗屏站 ↔ 觀塘碼頭

### 九龍巴士269D線
- 天水圍（天富） ↔ 瀝源

### 九龍巴士B1線（常規及天水圍北特別班次）
- 天水圍（天慈邨） ↔ 落馬洲站（福田） (常規班次)
- 天水圍（天恩邨） ↔ 落馬洲站（福田） (天水圍北特別班次)

### 龍運巴士E36線
- 元朗（八鄉路） ↔ 機場（地面運輸中心）

### 龍運巴士E36C線
- 元朗（德業街） ↔ 飛機維修區

## 途經路線資料（專線小巴）

### 新界區專線小巴33線
- 元朗（泰豐街） ↔ 下白泥

### 新界區專線小巴35線
- 元朗（泰豐街） ↔ 尖鼻咀／輞井圍